# Eugénie de Santa-Coloma
 (janvier 2023).
Si vous disposez d'ouvrages ou d'articles de référence ou si vous connaissez des sites web de qualité traitant du thème abordé ici, merci de compléter l'article en donnant les références utiles à sa vérifiabilité et en les liant à la section « Notes et références ».
Jeanne-Marie-Eugénie de Santa-Coloma, née le 8 février 1827 à Bordeaux et morte le 11 juin 1895 dans la même ville, est une chanteuse et compositrice française.

## Biographie
Née le 8 février 1827 à Bordeaux, Jeanne-Marie-Eugénie de Santa-Coloma est la fille du Consul du Chili et Consul général d'Argentine en France. Elle montre dès son jeune âge des aptitudes musicales et en 1830 joue déjà au piano l'air de La parisienne.
À cinq ans, elle commence à prendre des leçons de piano puis plus tard part à Paris avec Pierre Zimmerman.
À quatorze ans, elle donne son premier concert public à Bordeaux en jouant un concerto pour piano de Ries.
Au début des années 1840, elle suit des cours d'harmonie avec Charles-Louis Colin, père du compositeur Charles Colin. À dix-sept ans, elle prend des cours de chants avec un professeur espagnol.
En 1842, elle publie chez Escudier sa première composition, une barcarolle intitulée Mon Étoile, puis Chante, Madeleine (Paris, Messonnier 1846), Ode à une jeune fille chez le même éditeur l'année suivante.
Elle commence en 1847 à rencontrer le succès à Paris en chantant certaines de ses œuvres. Halévy propose de lui écrire un rôle si elle veut débuter à l'opéra et elle fait ses débuts à l'Opéra de Paris en 1847. c'est à cette période que tout en se prêtant à des œuvres de bienfaisance, elle est reçue dans le salon de la place Royale où Victor Hugo, sous le charme, lui accorde l'autorisation, refusée à bien d'autres, de publier les œuvres musicales qu'elle avait écrites sur des paroles du poète.
Elle se marie en 1849 à un armateur de Bordeaux, Adrien Sourget,. Elle commence alors à s'impliquer encore plus dans la composition.
Vers 1864 elle fait représenter dans un salon un opéra en un acte sur des paroles de Scribe, Image.
Le poète Émile Deschamps lui rend hommage avec le poème Autour du piano de Mme de Villiers.
Elle meurt à Bordeaux le 11 juin 1895.

## Éloges anthumes et posthumes
Eugénie de Santa-Coloma était très appréciée par les personnalités qui l'ont connues. En voici quelques exemples : 

## Œuvres

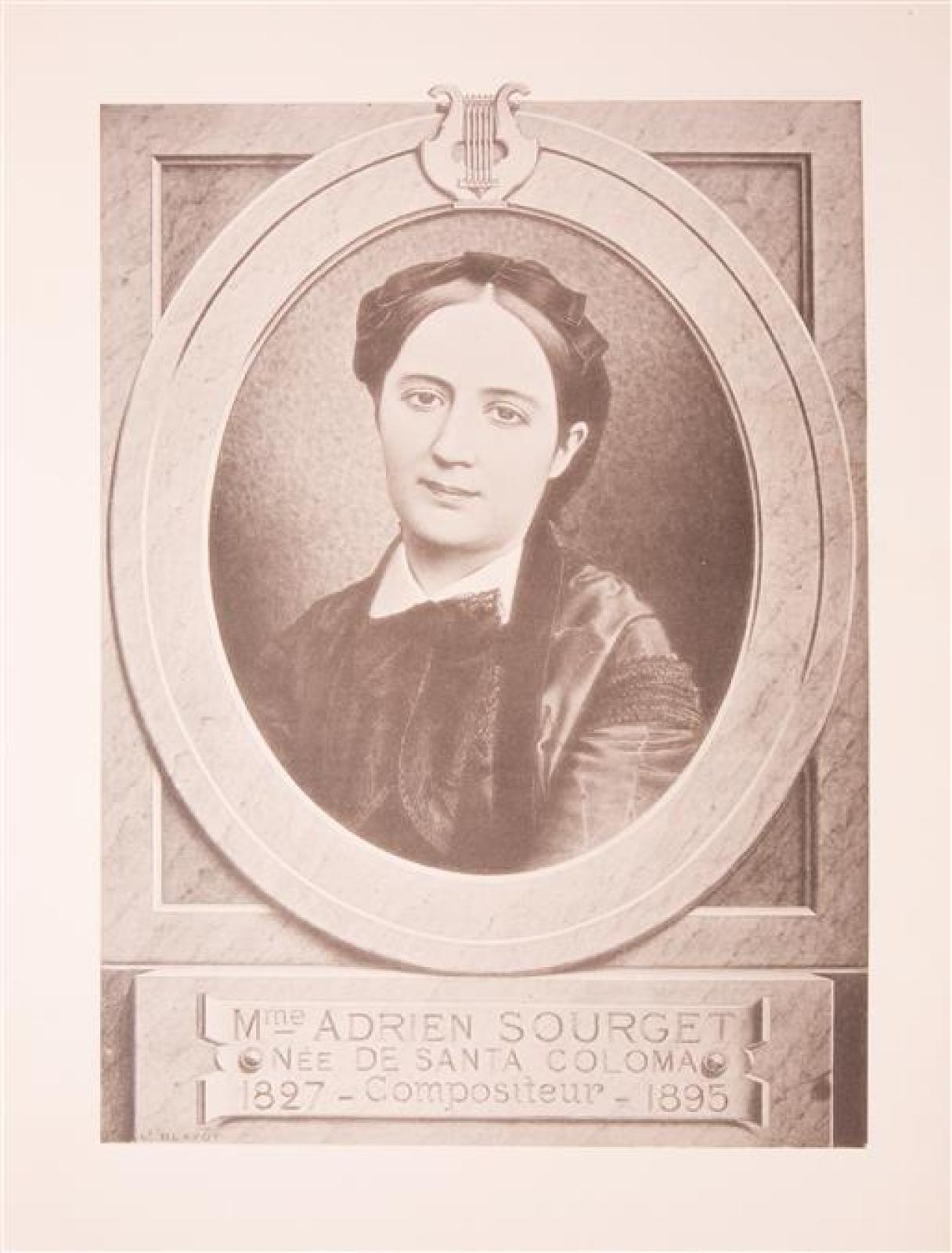
Médaillon d'Eugénie de Santa-Coloma

- Image, opéra en un acte sur des paroles de Scribe
- Mon étoile, barcarolle, 1842
- Chante Madeleine, chant (Paris, Messonier, 1846)
- À une jeune fille, chant (Paris, Messonier, 1847)
- Trio instrumental, 1872
- L'introduction et chorale pour orgue et orchestre, 1875